# Cataphellia brodricii
Cataphellia brodricii är en havsanemonart som först beskrevs av Gosse 1859.  Cataphellia brodricii ingår i släktet Cataphellia och familjen Hormathiidae. Inga underarter finns listade i Catalogue of Life.